# Nowa Praha
Nowa Praha (ukrainisch Нова Прага; russisch Новая Прага Nowaja Praga, zu Deutsch „Neues Prag“) ist eine Siedlung städtischen Typs in der Oblast Kirowohrad in der zentralen Ukraine mit 6.800 (2016) Einwohnern.

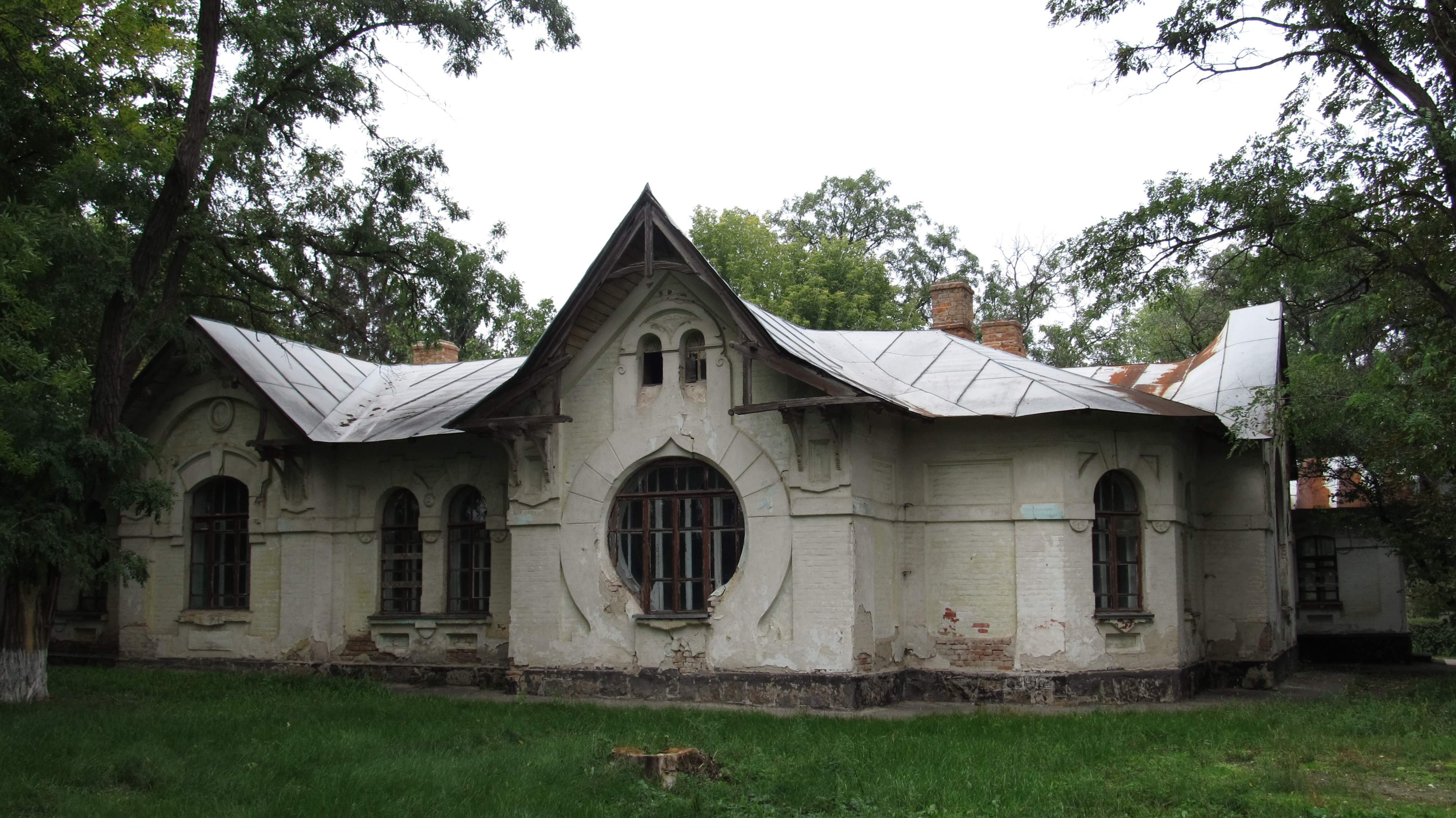
Gebäude im Ort

## Geographische Lage
Nowa Praha liegt im Süden des Rajon Oleksandrija am Ufer des Beschka, einem Nebenfluss der Inhulez.
Kropywnyzkyj, die Hauptstadt der Oblast, liegt 52 km westlich und das Rajonzentrum Oleksandrija liegt 20 km nordöstlich der Ortschaft.

## Geschichte
Die Siedlung wurde 1728 als Petrykiwka durch Kosaken gegründet.
Von 1754 bis 1759 und von 1761 bis 1764 gehörte der Ort zum Gebiet des Nowoslobidskyj-Kosaken-Regimentes, einer administrativ-territorialen und militärischen Einheit in der Ukraine. 
1822 wurde die Siedlung in Nowa Praha umbenannt und besitzt seit 1957 den Status einer Siedlung städtischen Typs.

## Verwaltungsgliederung
Am 12. Juni 2020 wurde die Siedlung zum Zentrum der neugegründeten Siedlungsgemeinde Nowa Praha (Новопразька селищна  громада/Nowopraska selyschtschna hromada). Zu dieser zählen die 9 in der untenstehenden Tabelle aufgelisteten Dörfer sowie die Ansiedlungen Hajowe und Kwitnewe, bis dahin bildete sie zusammen mit den Dörfern Hryhoriwka, Losuwatka und Oleksandro-Paschtschenkowe die gleichnamige Siedlungsratsgemeinde Nowa Praha (Новопразька селищна рада/Nowopraska selyschtschna rada) im Südwesten des Rajons Oleksandrija.
Folgende Orte sind neben dem Hauptort Nowa Praha Teil der Gemeinde:
| Name                       | Name                 | Name                                              |
| ukrainisch transkribiert   | ukrainisch           | russisch                                          |
| -------------------------- | -------------------- | ------------------------------------------------- |
| Hajowe                     | Гайове               | Гаёвое (Gajowoje)                                 |
| Hryhoriwka                 | Григорівка           | Григоровка (Grigorowka)                           |
| Kwitnewe                   | Квітневе             | Квитневое (Kwitnewoje)                            |
| Losuwatka                  | Лозуватка            | Лозоватка (Losowatka)                             |
| Oleksandro-Paschtschenkowe | Олександро-Пащенкове | Александро-Пащенково (Alexandero-Paschtschenkowo) |
| Pantasijiwka               | Пантазіївка          | Пантазиевка (Pantasijewka)                        |
| Schariwka                  | Шарівка              | Шаровка (Scharowka)                               |
| Schewtschenkowe            | Шевченкове           | Шевченково (Schewtschenkowo)                      |
| Switlopil                  | Світлопіль           | Светлополь (Swetlopol)                            |
| Trojanka                   | Троянка              | Троянка                                           |
| Wesselka                   | Веселка              | Веселка                                           |

## Bevölkerungsentwicklung
| 1894  | 1923  | 1926   | 1959   | 1970  | 1979  | 1989  | 2001  | 2016  |
| ----- | ----- | ------ | ------ | ----- | ----- | ----- | ----- | ----- |
| 8.671 | 1.810 | 13.107 | 10.696 | 9.724 | 9.685 | 8.160 | 7.803 | 6.845 |

Quelle:

## Söhne und Töchter der Siedlung
- Hryhorij Tschestachiwskyj (1820–1893), ukrainischer Maler und Autor der Memoiren von Taras Schewtschenko